# Robert Prescott (aktor)
Robert Trout Prescott (ur. 17 maja 1957 w Detroit) – amerykański aktor filmowy, telewizyjny, teatralny i głosowy.

## Życiorys

### Wczesne lata
Urodził się w Detroit, w Michigan jako syn Robin Balch Prescott i Johna Sherwina Prescotta Juniora. Jego ojciec pracował w zarządzie redakcji czasopism miejskich w Detroit, Baltimore, Miami, Charlotte, Filadelfii i Waszyngtonie. Jego matka była doktorem mowy i audiologii, nauczyła i wykonywała przełomowe prace w dziedzinie mowy. Dorastał z dwiema starszymi siostrami i starszym bratem. Uczęszczał do Martin Luther King High School w Detroit i trenował koszykówkę w Madison Square Garden. Często zmieniał szkoły. Ukończył studia na Uniwersytecie Pensylwanii na wydziale języka angielskiego. Następnie przeniósł się do Nowego Jorku i studiował aktorstwo pod kierunkiem Freda Karemana. Kontynuował naukę w Bill Esper Studio i Joanne Baron Studio.

### Kariera
Był członkiem założycielem dwóch grup teatralnych – JamCenter i Whitefire Theatre. Zadebiutował na ekranie w komedii romantycznej Marthy Coolidge Szkoła seksu (Joy of Sex, 1984) u boku Erniego Hudsona i Christophera Lloyda. Grał potem w komedii Wieczór kawalerski (Bachelor Party, 1984) z Tomem Hanksem, komedii romantycznej Marthy Coolidge Prawdziwy geniusz (Real Genius, 1985) z Valem Kilmerem i komedii fantastycznonaukowej Mela Brooksa Kosmiczne jaja (Spaceballs, 1987), a także w serialach takich jak Posterunek przy Hill Street (1984), Jeden plus dziesięć (1984) i Detektyw w sutannie (1987). Wystąpił też w teledysku Davida Fostera „Love Theme from St. Elmo’s Fire” (1985). Jednak zniechęcony i niezadowolony ze swojego życia w Los Angeles, Prescott postanowił wrócić do Nowego Jorku i był trenerem koszykówki w Martin Luther King High School na Manhattanie. Zajmował się barem w Lower East Side i pracował jako robotnik budowlany w Ground Zero w miesiącach po zamachu z 11 września 2001.

## Życie prywatne
24 sierpnia 1996 poślubił Valerie Duff Pacifico. Mają jedno dziecko.

## Filmografia

### Filmy
- 1984: Szkoła seksu (Joy of Sex) jako Tom Pittman / Richard
- 1984: Wieczór kawalerski (Bachelor Party) jako Cole Whittier
- 1985: Prawdziwy geniusz (Real Genius) jako Kent
- 1986: Blue de Ville (TV) jako Kevin
- 1987: Fatal Confession: A Father Dowling Mystery (TV) jako pułkownik Phil Keegan
- 1987: Kosmiczne jaja (Spaceballs) jako Sand Cruiser Driver
- 1991: Miss Jones (TV) jako Rob Nettles
- 1999: Ziemskie namiętności (Earthly Possessions, TV) jako Stu
- 2000: A Man Is Mostly Water jako klient
- 2006: Dobry agent (The Good Shepherd) jako Bonesman MC 1961
- 2007: Michael Clayton jako pan Verne
- 2008: Tajne przez poufne (Burn After Reading) jako doręczyciel pism procesowych
- 2011: Gun Hill Road jako pan Donovan
- 2011: The Crisis of Being Dr. Adam Porter (krótkometrażowy) jako dr Hanson
- 2011: God Don’t Make the Laws jako Eddie Palmer
- 2012: Dziedzictwo Bourne’a (The Bourne Legacy) jako oficer Air Force
- 2013: Chłód nadchodzi nocą (Cold Comes the Night) jako detektyw
- 2013: Roman J. Israel (Roman J. Israel, Esq.) jako honorowy Adam W. Hilliard

### Seriale TV
- 1984: Posterunek przy Hill Street jako Ed Foster
- 1984: Jeden plus dziesięć jako Bryce Smith
- 1987: Detektyw w sutannie jako pułkownik Phil Keegan
- 1995: Central Park West jako Danny
- 2000: Rodzina Soprano jako Mitch
- 2001: Prawo i porządek jako major Halpern
- 2001: Prawo i porządek: sekcja specjalna jako Jordan Boggs
- 2003: Prawo i porządek jako Warden
- 2003: Brygada ratunkowa jako Hollander
- 2005: Prawo i porządek jako trener Aikens
- 2011: Hawaii Five-0 jako Aaron Brenner

### Gry komputerowe
- 2018: Red Dead Redemption 2 jako szeryf Hanley (głos)